# Palazzo Piazza Paulucci

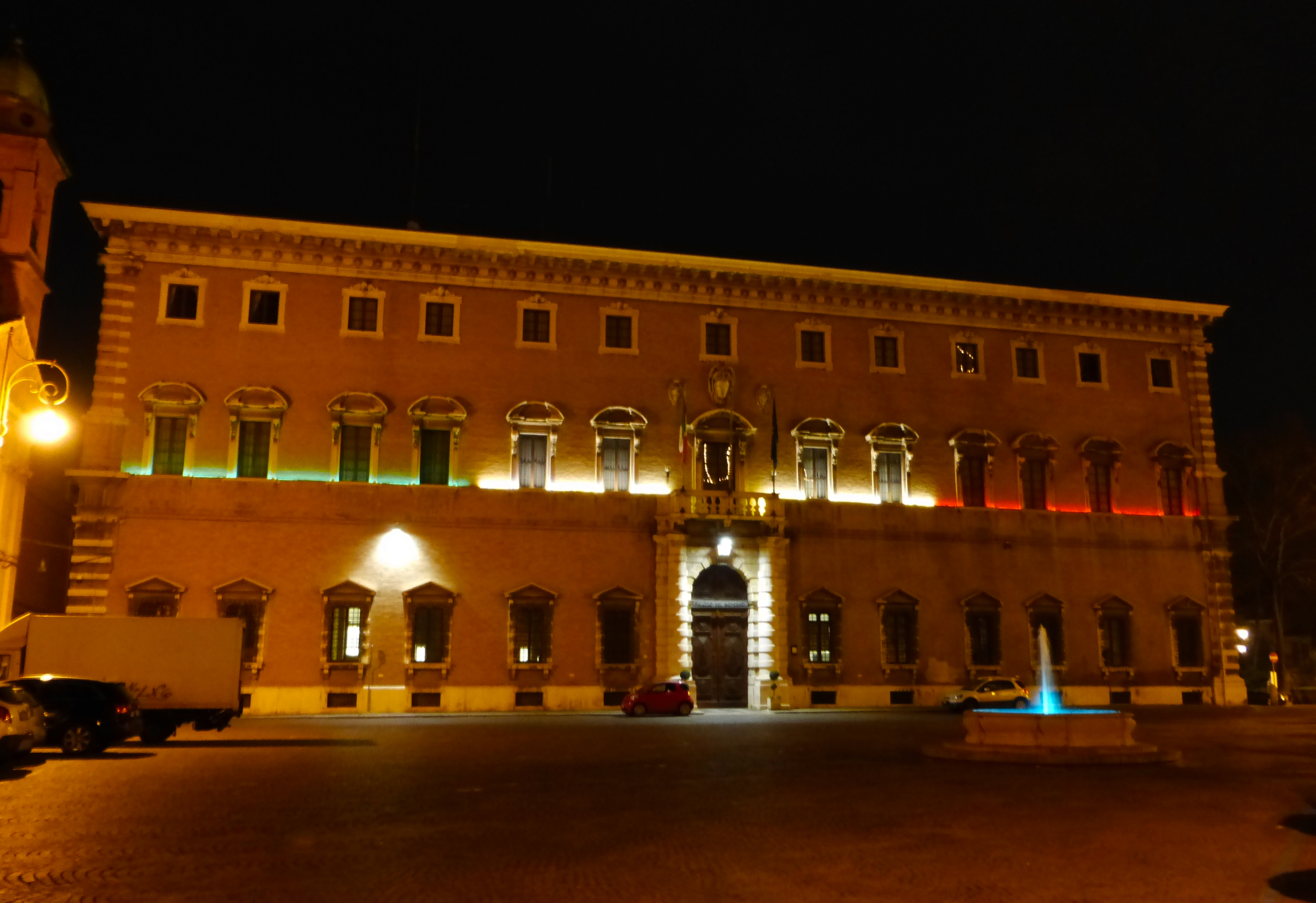
Fassade des Palazzo Piazza Paulucci, angestrahlt in den Farben der italienischen Flagge

Der Palazzo Piazza Paulucci, auch Palazzo Paulucci, ist ein Palast aus dem 17. Jahrhundert im historischen Zentrum von Forlì in der italienischen Region Emilia-Romagna. Er liegt an der Piazza Ordelaffi 2 und füllt eine komplette Seite des Platzes aus. Sein Name leitet sich von zwei alten und mächtigen Adelsfamilien her, die einst Eigentümer des Palastes waren: Den Piazzas und den Paulucci de’ Calbolis. Heute ist dort die Präfektur untergebracht.

## Geschichte
Der Bau des Palastes begann am 1. Oktober 1673 nach dem Vorbild des Lateranpalastes und des Palazzo Farnese in Rom. Auftraggeber war Monsignore Camillo dei Conti Piazza, Titularbischof von Dragobitia in der Zeit des größten Glanzes seiner Familie. Die Arbeiten wurden unter Kardinal Giulio Piazza fortgeführt und später eingestellt.
Die Gräfin Giulia Paulucci brachte den Palast als Mitgift mit, als sie Giacomo Paulucci heiratete. 1880 kaufte die Stadt Forlì den Komplex mit dem Ziel, ihn fertigzustellen und zu nutzen.
Als die Arbeiten abgeschlossen waren, wurde das historische Archiv der Stadt dorthin verlegt und zum Teil diente der Palast auch als archäologisches Museum, später als öffentliche Schule, während 1908 die großen Keller der erste Sitz der Winzergenossenschaft von Forlì waren, dessen hauptsächliche Förderer Pio Manuzzi, Dante Gibertini und Ercole Gaddi, der Präsident des landwirtschaftlichen Komitees, waren.
1924 reifte das Projekt einer weiteren Nutzungsänderung zum Sitz der Gerichtsbehörden. Die Arbeiten, die effektiv 1932 unter der Aufsicht des Architekten Leonida Emilio Rosetti begannen, wurden im Folgejahr von Benito Mussolini unterbrochen, weil in der Zwischenzeit unter dem Einfluss der vom Stadtplaner Marcello Piacentini erstellten Richtlinien sich eine neue Konzeption des Justizpalastes entwickelt hatte. Während man sich also entschied, für letzteren ein vollkommen neues Projekt analog denen in anderen wichtigen Städten zu entwickeln, wurde der Palazzo Piazza Paulucci zum Sitz der Präfektur von Forlì („Palazzo del Governo“) bestimmt.

## Beschreibung

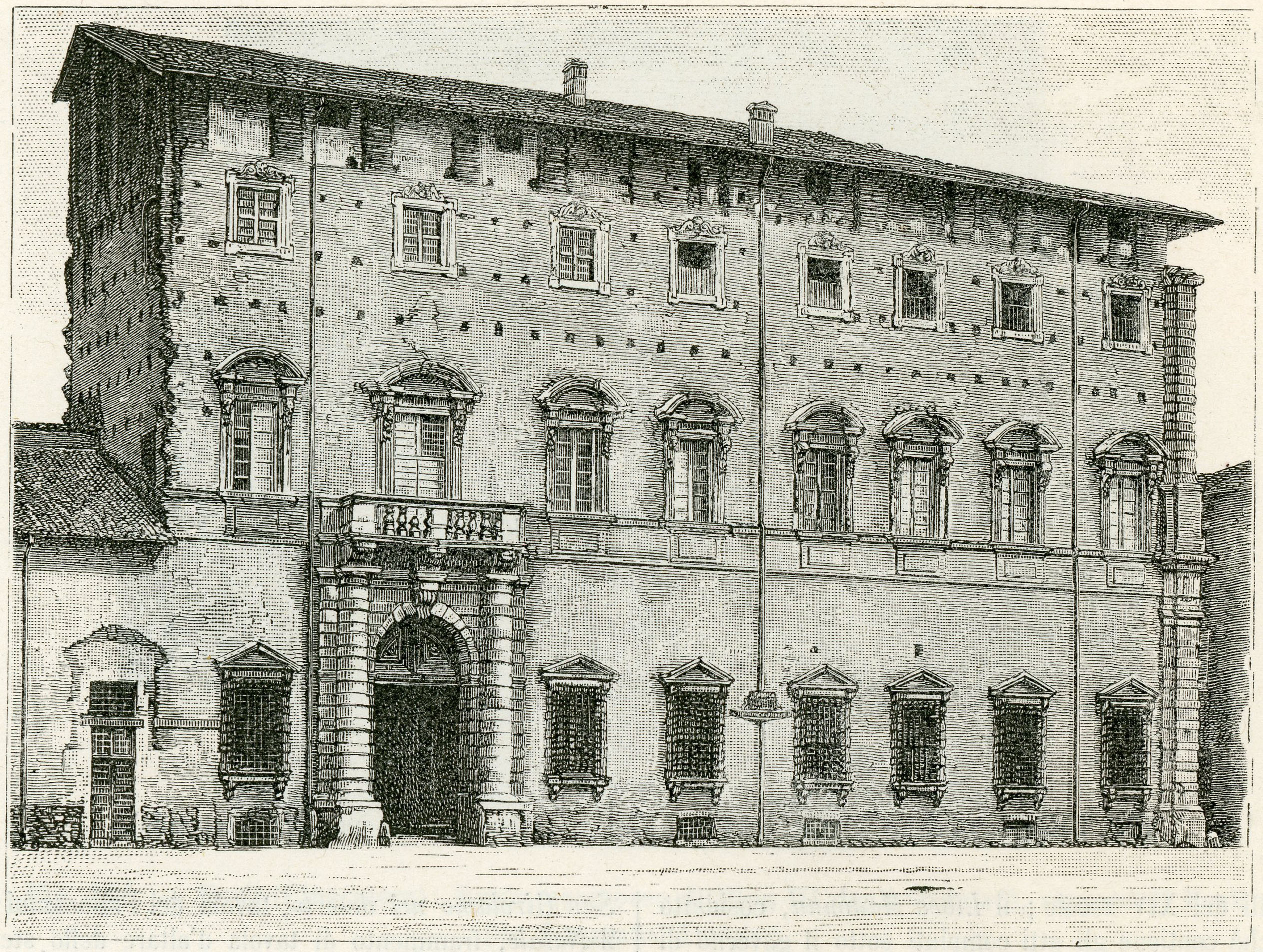
Palazzo Paolucci auf einem Stich aus dem 19. Jahrhundert

Das Projekt wurde anfangs vom Architekten Cesare Bazzani, einem Absolventen der Accademia d’Italia definiert, der durch die einflussreiche Freundschaft zu Costanzo Ciano geschützt war, der in diesen Jahren sehr aktiv in Forlì war. Letzter ist der Vater von Galeazzo Ciano, dem Gatten von Edda Mussolini.
1936 begann, soweit möglich, die Restaurierung der ursprünglichen Dekorationen nach einem echten, stilvollen Design. Tatsächlich wurden, während die Außenansichten nach einem diskreten Plan fertiggestellt wurden, die Innenräume wesentlich verändert, wie man im Stucksaal der Kardinalswohnung sehen kann.
Nach dem Tod von Bazzani 1939 wurden die Arbeiten von dessen treuem Mitarbeiter Italo Mancini geleitet.
Bazzani sah auch eine Wohnung für die Aufenthalte des Staatsoberhauptes in Forlì vor und betraute mit deren Dekoration 1939 seine bewährte, römische Mitarbeiterin Maria Biseo. Sie ließ Fresken anbringen, die von der Apologese des Brotes inspiriert waren.
Von den skulpturalen Werken sind die drei Wappen in Stein zu erwähnen, die vom Bildhauer Giuseppe Casalini geschaffen und über dem mittleren Fenster angebracht wurden. Das zweite davon führt zum Wappen des Hauses Savoyen, wogegen die anderen beiden Gonfanone der Provinz und der Stadt sind. Die anderen bildhauerischen Werke sind Gianna Nardi Spada zu verdanken, die die Ziertafel schuf, die von B. Boifava die Provinz Forlì zeigt. Cesare Camporesi schuf die Stuckarbeiten an den wertvollen Kassettendecken.
Die Dekorationen an den Wänden des Ehrensalons, die heute nicht mehr zu sehen sind, wurden von Francesco Olivucci zwischen 1937 und 1941 ausgeführt. Man weiß nicht, wie es zur Auslöschung dieses Werkes kam, das enorm groß gewesen sein muss (mehr als 150 m²) und dem Künstler ein großes technisches und kreatives Engagement abforderte.
Mit Zustimmung verschiedener Kommissionen und unter leichter Korrektur durch Mussolini selbst befasste sich Olivucci mit dem Thema der „Triumphe“ des Faschismus, insbesondere dem Marsch auf Rom, dem Beginn der Carta del Lavoro, der Eroberung des Reiches und seines Königs, sowie den Streitkräften.
Bazzani projektierte auch den Garten hinter dem Haus nach dem Schema der Gärten römischer Villen des 16. Jahrhunderts, wobei er ihn neu gestaltete. Er schuf eine dramatische Exedra als Hintergrund in der Eingangsachse des Palastes, in der eine Marmorstatue dominierte, die Juno darstellte, ein Werk des römischen Bildhauers Publio Morbiducci.